# Винеторі (Ясси)
Винеторі (рум. Vânători) — село у повіті Ясси в Румунії. Входить до складу комуни Винеторі.
Село розташоване на відстані 328 км на північ від Бухареста, 66 км на захід від Ясс.

## Населення
За даними перепису населення 2002 року у селі проживали 1102 особи.
Національний склад населення села:
| Національність | Кількість осіб | Відсоток |
| -------------- | -------------- | -------- |
| румуни         | 1091           | 99,0%    |
| цигани         | 11             | 1,0%     |

Рідною мовою назвали:
| Мова      | Кількість осіб | Відсоток |
| --------- | -------------- | -------- |
| румунська | 1094           | 99,3%    |
| циганська | 8              | 0,7%     |